# Karanggetas (Lelea)
Karanggetas is een bestuurslaag in het regentschap Indramayu van de provincie West-Java, Indonesië. Karanggetas telt 4472 inwoners (volkstelling 2010).